# マイク・ロウ
マイク・ロウ（Mike Rowe、本名：Michael Gregory "Mike" Rowe、1962年3月18日 - ）は、アメリカ合衆国・メリーランド州ボルチモア出身のナレーター。タレント。日本ではディスカバリーチャンネルの『突撃!大人の職業体験』の出演や『ベーリング海の一攫千金』などのナレーターとして知られている。

## 出演番組
- 突撃!大人の職業体験（ディスカバリーチャンネル）
- ベーリング海の一攫千金（ディスカバリーチャンネル）（ナレーション）
- アメリカンチョッパー（ディスカバリーチャンネル）（ナレーション）
- アメリカン・ホットロッド（ディスカバリーチャンネル）（ナレーション）